# Josip Namar
Josip Namar (Makarska, 20. ožujka 1888. – Split 3. srpnja 1963.), nekadašnji Hajdukov igrač koji je nastupio samo 11. lipnja 1911. u prvoj Hajdukovoj utakmici koju je odigrao protiv Calcia i pobijedio s 9:0, i na kojoj je Šime Raunig u 7. minuti postigao prvi gol za Hajduk. Drugi gol u povijesti na istoj utakmici dao je Božo Nedoklan. Ostale golove dali su Božidar Šitić (6) i Antun Lewaj (?; ime mu se na nalazi na listi strijelaca Hajduka). 
U ovoj prvoj Hajdukovoj utakmici koju je igrao protiv Calcia uz njega igrali su Buchberger (branka), Zuppa, Fakač, Bonetti, Murat, Tudor, Šitić, Raunig, Lewaj i Nedoklan. 
Namar je 16. travnja 1911. sudjeluje i na prvoj Hajdukovoj trening utakmici na strani A-momčadi za koju su još nastupili Joseph Buchberger, Kruno Kolombatović, Petar Bonetti, Mario Righi, Ermenegild Rosseg, Vilibald Zuppa, Antun Righi, Stipe Sisgoreo, Ivan Tudor i Šime Raunig. Ova trening utakmica završila je pobjedom A-momčadi s 13:2 koja je nosila bijeli dres (danas tradicionalni).
Statistika u Hajduku
| Natjecanje        | Nastupi | Zgoditci |
| ----------------- | ------- | -------- |
| Prvenstvo         | 0       | 0        |
| Kup               | 0       | 0        |
| Superkup          | 0       | 0        |
| Međunarodne       | 0       | 0        |
| Splitski podsavez | 0       | 0        |
| Ukupno            | 0       | 0        |
| Prijateljske      | 1       | 0        |
| Sveukupno         | 1       | 0        |